# Xiomara Alfaro
Xiomara Alfaro (ur. 11 maja 1930 w Hawanie, zm. 24 czerwca 2018 w Cape Coral) − kubańska piosenkarka i śpiewaczka operowa. W latach 50. zasłynęła na scenie muzycznej śpiewając bolero swoim sopranowym głosem.